# Villa Michel-Ange
Pour les articles homonymes, voir Michel-Ange (homonymie).
Ne doit pas être confondu avec Hameau Michel-Ange ou Rue Michel-Ange.
La villa Michel-Ange est une voie du 16e arrondissement de Paris, en France.

## Situation et accès
La villa Michel-Ange est une voie située dans le 16e arrondissement de Paris. Elle débute au 3, rue Bastien-Lepage et se termine en impasse.

## Origine du nom
Elle porte le nom du sculpteur, peintre et architecte italien, Michelangelo di Lodovico Buonarroti Simoni dit Michel-Ange (1475-1564) en raison de la rue Michel-Ange voisine.

## Historique
La voie est créée en 1883 sous sa dénomination actuelle et ouverte à la circulation publique par un arrêté du 6 novembre 1991. Il s'agissait en effet avant cette dernière date d'une voie privée.
Le peintre André Crochepierre, y vit avec son épouse six mois par an à partir de son mariage en 1894. Le reste de l'année il travaille dans son atelier à Villeneuve sur Lot.